# Baal (EP)
Baal (noto anche come David Bowie in Bertolt Brecht's Baal, come scritto in copertina) è un EP del 1982 di David Bowie.

## Descrizione
Il disco raccoglie le cinque canzoni che Bowie interpretò in veste di attore protagonista nel teledramma Baal, adattamento dell'omonima pièce teatrale di Bertolt Brecht del 1919, diretto Alan Clarke e trasmesso per la prima volta dalla BBC il 2 febbraio 1982.
Le musiche furono scritte da Dominic Muldowney – su testi originali di Brecht – appositamente per la produzione televisiva, fatta eccezione per il brano The Drowned Girl (Vom ertrunkenen Mädchen), musicato da Kurt Weill e tratto dalla cantata Das Berliner Requiem (1928). Tutti i testi sono adattati in inglese dall'originale tedesco a cura di John Willett e Ralph Mannheim.
Sul disco Bowie è affiancato unicamente da orchestrali non accreditati in copertina; si tratta di versioni arrangiate dallo stesso Muldowney e del tutto diverse da quelle del teledramma, nel quale invece l'artista interpretò tutti e cinque i brani in presa diretta, accompagnandosi solo con un vecchio banjo (con il quale è ritratto anche in copertina) o, nel caso del breve brano The Dirty Song, assieme a un'orchestrina scalcinata.

## Pubblicazione e accoglienza
L'EP, pubblicato quasi in contemporanea con l'evento televisivo, uscì – a seconda del Paese di distribuzione – in due formati: 7" e 12", entrambi con confezione apribile e cospicue note comprendenti un riassunto della trama e cenni biografici su Bertolt Brecht. In Italia, l'EP fu distribuito dalla RCA come Qdisc, caso raro per un disco ufficiale di artista straniero. Dal brano The Drowned Girl fu tratto anche un videoclip diretto da David Mallet. In Gran Bretagna il disco raggiunse il 29º posto in classifica.

## Tracce
Testi di Bertolt Brecht adattati in inglese da John Willett e Ralph Mannheim; musiche di Dominic Muldowney, eccetto dove indicato.
Lato A
1. Baal's Hymn – 4:02
2. Remembering Marie A – 2:07

Lato B
1. Ballad of the Adventurers – 2:01
2. The Drowned Girl – 2:26 (musica: Kurt Weill)
3. The Dirty Song – 0:38

## Edizioni
| Paese di edizione | Data | Formato    | Etichetta  | N° Catalogo |
| ----------------- | ---- | ---------- | ---------- | ----------- |
| Regno Unito       | 1982 | 45 giri 7" | RCA        | BOW11       |
| Italia            | 1982 | 33⅓ 12"    | RCA Qdisc  | PG 45092    |
| Germania          | 1982 | 33⅓ 12"    | RCA Victor | PG 45092    |
| Francia           | 1982 | 33⅓ 12"    | RCA        | PC 8902     |
| U.S.A. / Canada   | 1982 | 33⅓ 12"    | RCA        | CPL1-4346   |
| Giappone          | 1982 | 33⅓ 12"    | RCA        | RPL 2122    |